# Breitenburg
Breitenburg település Németországban, Schleswig-Holstein tartományban. Lakosainak száma 1286 fő (2023. december 31.).

## Népesség
A település népességének változása:
| Lakosok száma | 1646 | 1191 | 1202 | 1238 | 1292 | 1286 |
|               | 1975 | 2017 | 2019 | 2021 | 2022 | 2023 |